# ソヴィェツク (トゥーラ州)
座標: 北緯53度56分29.04秒 東経37度37分59.16秒 / 北緯53.9414000度 東経37.6331000度

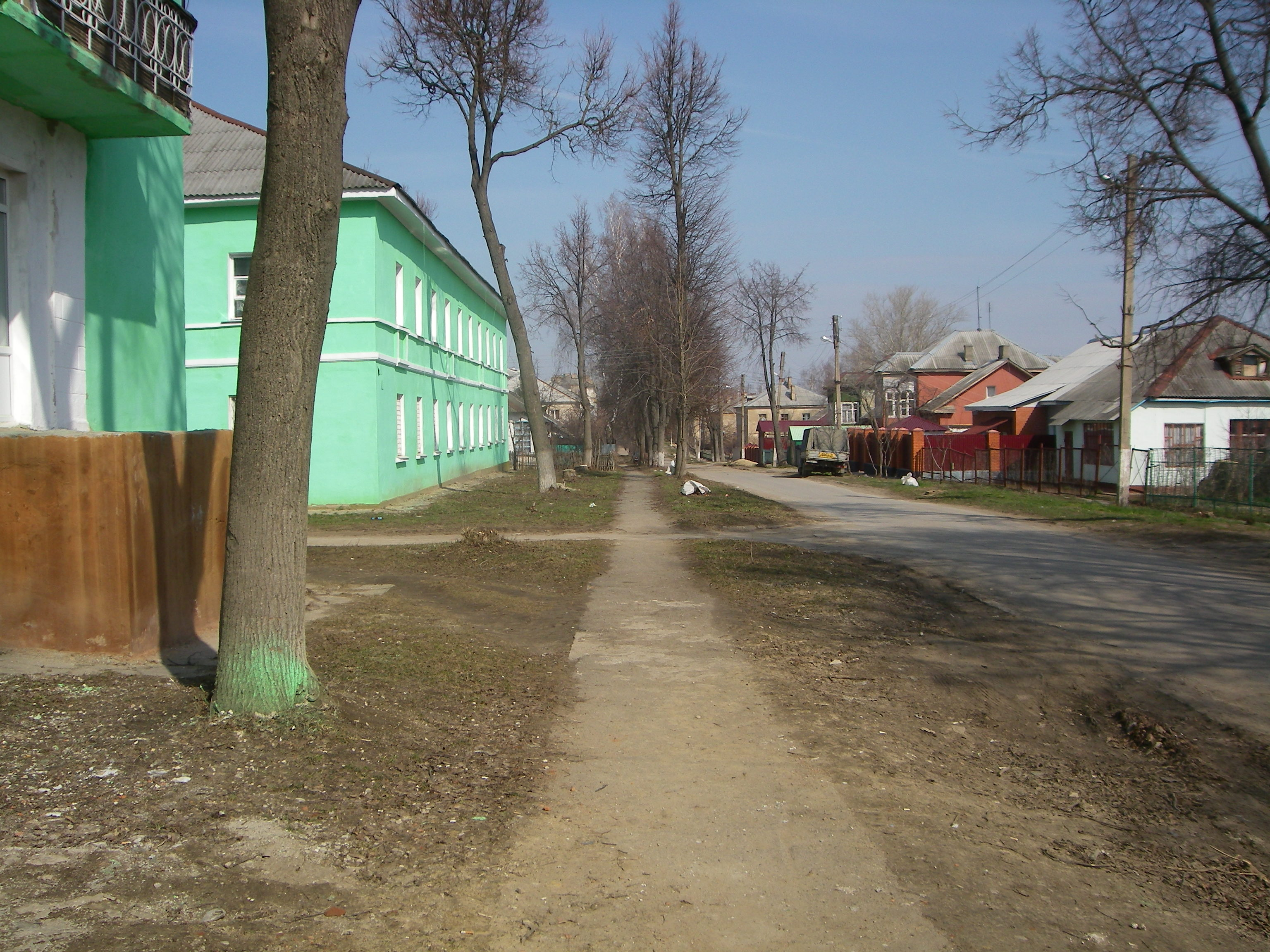

ソヴィェツク（ソビエツク、ロシア語: Сове́тск、ラテン文字表記の例: Sovetsk）は、ロシアのトゥーラ州にある町。人口は7,889人（2021年）。州都トゥーラから南西へ43km、M2幹線道路および鉄道本線の通る町シチョーキノからは南東へ15kmで、すぐ東にはリプキの町がある。オカ川の支流ウパ川に沿う。

## 歴史
1940年代末にシチョーキノ火力発電所が建設された際、その冷却水用に建設された貯水湖のほとりに、発電所の労働者用の住宅地が建てられた。1950年7月1日に発電所が操業開始し、住宅地は労働者集落ソヴィェツキー（Сове́тский）となった。1954年に市に昇格している。

## 産業と交通
ソヴィェツクにはシチョーキノ火力発電所があり、地域電力会社 TGK-4 が運転している。出力は400メガワットである。
そのほかにはボイラーやパイプなどの製造、保冷材製造、家具や繊維などの製造を行う工場がある。
最寄の鉄道駅はシチョーキノで、モスクワからトゥーラ、オリョール、クルスク、ハルキウを通ってクリミア半島（ウクライナ）のシンフェロポリへ向かう鉄道沿いにある。また町の北側には、シチョーキノ＝リプキ＝キレーエフスク＝ジェジロヴォ（ウズロヴァヤ）を結ぶ貨物線が走っている。